# آن كورتيس
آن كورتيس (بالإنجليزية: Ann Curtis)‏ (و. 1926 – 2012 م) هي سبّاحة أمريكية، ولدت في سان فرانسيسكو، شاركت في الألعاب الأولمبية الصيفية 1948، وسباحة في الألعاب الأولمبية الصيفية 1948 – سيدات 400 متر سباحة حرة ‏، وسباحة في الألعاب الأولمبية الصيفية 1948 – سيدات 100 متر سباحة حرة ‏، وسباحة في الألعاب الأولمبية الصيفية 1948 – سيدات 4 × 100 متر سباحة حرة تناوب ‏، توفيت في سان رافاييل، كاليفورنيا، عن عمر يناهز 86 عاماً.

## التعليم
تعلمت في جامعة كاليفورنيا، بركلي.

## جوائز
حصلت على جوائز منها:
- قاعة مشاهير السباحة العالمية  [لغات أخرى]‏.

## روابط خارجية
- آن كورتيس على موقع الاتحاد الدولي للسباحة (الإنجليزية)
- آن كورتيس على موقع قاعة مشاهير السباحة العالمية (الإنجليزية)
- آن كورتيس على موقع أوليمبيديا (الإنجليزية)